# Margaret Lynes
Margaret Lynes (19 de febrero de 1963) es una deportista británica que compitió en atletismo (lanzamiento de peso) y halterofilia. Ganó dos medallas en el Campeonato Europeo de Halterofilia, plata en 1990 y bronce en 1989.

## Palmarés internacional
| Campeonato Europeo | Campeonato Europeo              | Campeonato Europeo | Campeonato Europeo |
| Año                | Lugar                           | Medalla            | Categoría          |
| ------------------ | ------------------------------- | ------------------ | ------------------ |
| 1989               | Mánchester (Reino Unido)        | Medalla de bronce  | 82,5 kg            |
| 1990               | Santa Cruz de Tenerife (España) | Medalla de plata   | 82,5 kg            |